# Micrologus
Der Micrologus (Guidonis) de disciplina artis musicae (zu deutsch: Kurze Abhandlung (Guidos) über die Regeln der musikalischen Kunst) ist eines der bedeutendsten musiktheoretischen Werke des Mittelalters, das als Hauptwerk des Benediktiner-Mönches Guido von Arezzo etwa um 1025 geschrieben wurde.

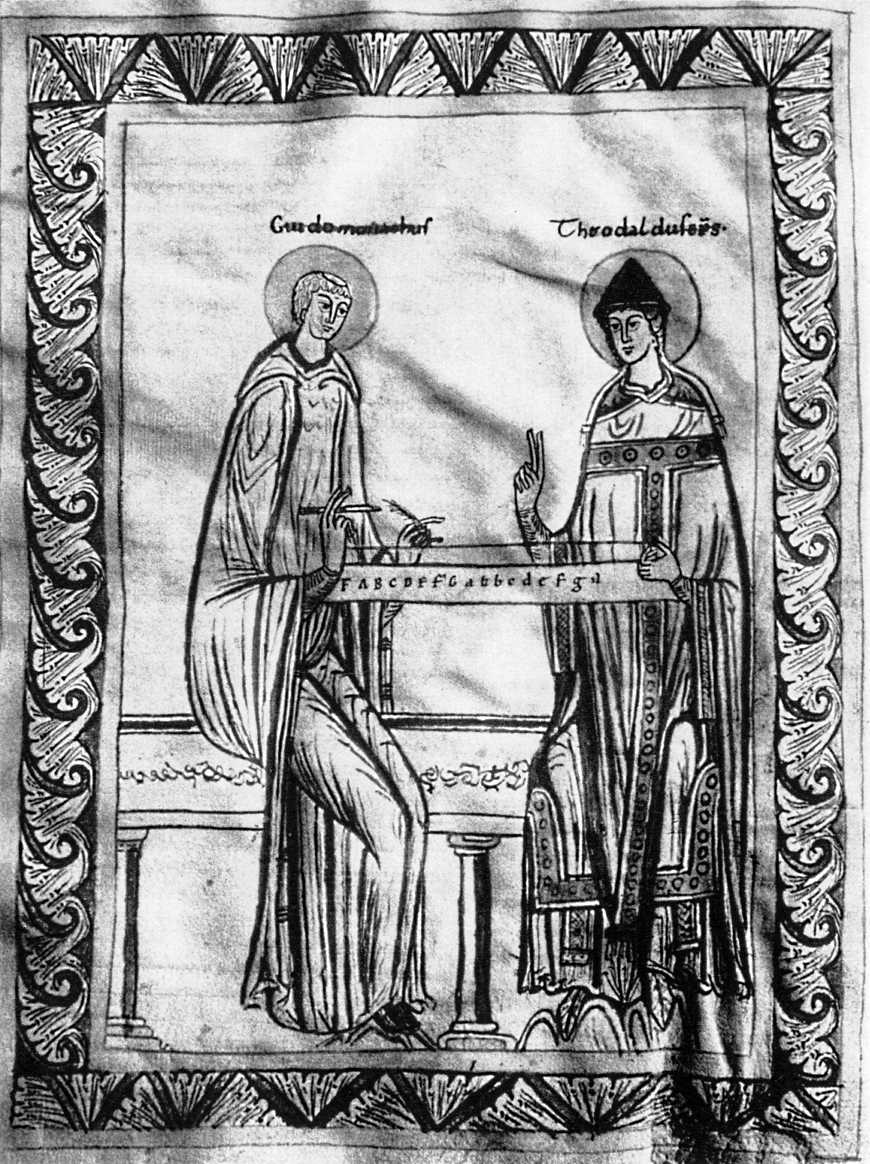
Guido von Arezzo unterweist den Bischof Theodaldo von Arezzo am Monochord (Zeichnung 12. Jahrhundert aus dem Codex Lat. 51 f°35v XIe Vienne)

Der Micrologus ist Bischof Theobald von Arezzo gewidmet. Er behandelt das Singen und Lehren des Gregorianischen Chorals und diskutiert die Möglichkeiten, mehrstimmige Musik zu komponieren.

## Inhalt
Der Inhalt gliedert sich in folgende Abschnitte:
- Brief an Bischof Theobald von Arezzo
- Vorrede
- Inhaltsverzeichnis
- 20 Kapitel

1. Was derjenige zu tun hat, der die Musik erlernen will?
2. Welche oder welcher Art die Noten sind und wie viele?
3. Über die Anordnung derselben auf dem Monochord
4. Auf welche sechsfache Art die Töne unter sich verbunden werden?
5. Von der Oktave und warum es nur sieben Noten gibt?
6. Über die Teilungsverhältnisse und ihre Erklärung
7. Über die Verwandtschaft der Töne nach vier Tonarten
8. Über andere verwandtschaftliche Beziehungen (der Töne) und b und h
9. Über die Ähnlichkeit der Töne, welche nur allein bei der Oktave eine vollkommene ist
10. Über die Tonarten und das Erkennen und Verbessern einer falschen Weise
11. Welcher Ton im Gesang den Vorrang behauptet und warum?
12. Über die Teilung der vier Tonarten in acht
13. Über die Kennzeichen der acht Töne, und ihren Umfang nach der Höhe und Tiefe
14. Über die Tropen und den Einfluss der Musik
15. Über das wohlgefügte oder wohlzufügende Ebenmaß einer Melodie
16. Über die vielfache Manchfaltigkeit der Töne und Tongruppen
17. Dass alles in Gesang gebracht werden kann, was gesprochen wird
18. Über die Diaphonie, das heißt über die Regeln des Organums
19. Nähere Betrachtung der besagten Diaphonie an Beispielen
20. Wie die Musik aus dem Klange der Hämmer erfunden worden sei (siehe auch: Pythagoras in der Schmiede)